# مانیش آگراوالا
مانیش آگراوالا (انگلیسی: Maneesh Agrawala؛ زادهٔ ۱ ژانویهٔ ۱۹۷۳) یک دانشمند رایانه و استاد دانشگاه استنفورد است.